# 中长跑

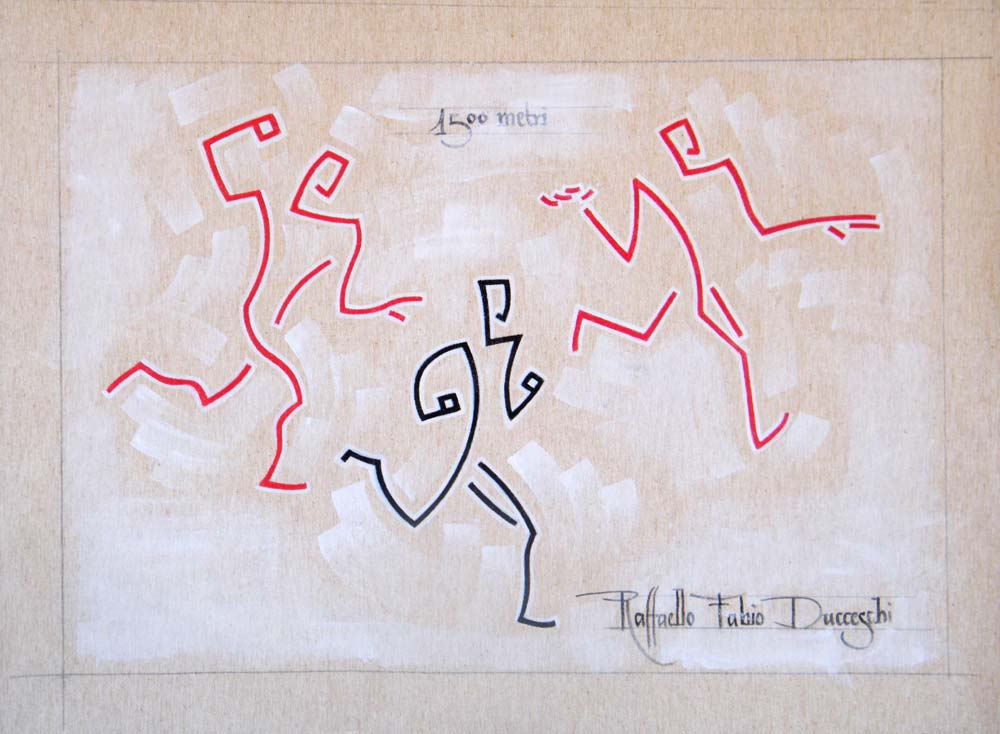
这是一个关于远古时代就出现的跑步壁画

中长跑是中距离跑和长距离跑的简称。属800米以上距离的田径运动项目。
现为奥运会项目的中距离跑项目有男、女800米和1500米；长距离跑项目有男、女5000米和10000米(女子3000米为非奥运项目)，另外还有男女马拉松及3000米障碍赛。
中长跑是历史悠久且开展普遍的运动项目。在2000多年前的古代奥林匹克运动会上就有中长跑比赛。19世纪，中长跑在英国已盛行，后来世界各国也都相继开展起来。中国从1910年起也有了中长跑的比赛。

## 定义
中长跑运动是一项需要速度和耐力的综合性项目。一般把800米—10000米统称中长跑项目。需要人体能在较长时间内，保持较高速度跑步。
奥运会设置的中长跑项目中，800米和1500米属于中跑(中距离跑)，5000米和10000米属于长跑(长距离跑)，马拉松跑为42.195公里，属于超长跑。另外还有一个特殊的项目即3000米障碍赛。